# Farid Hafez

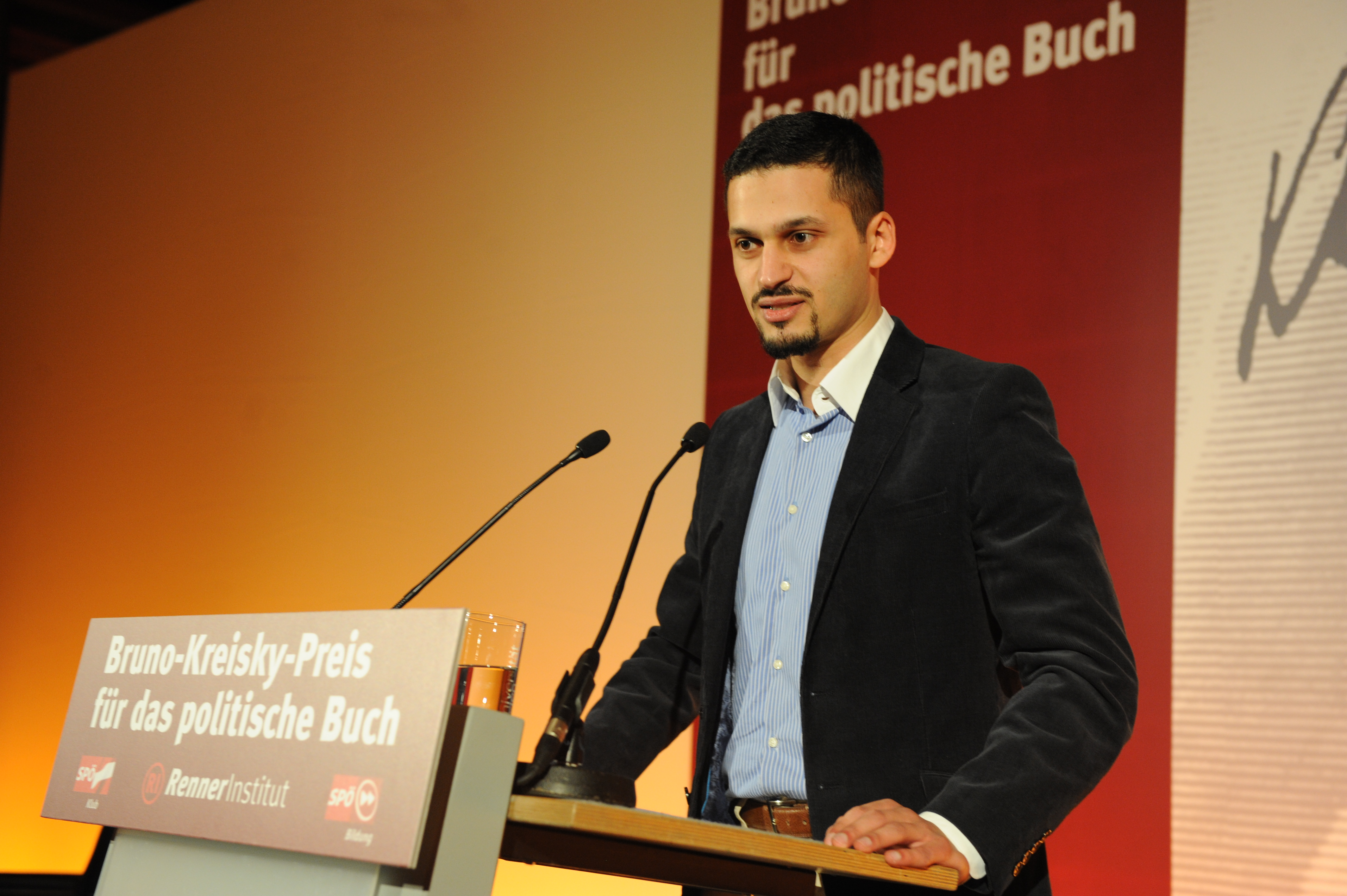
Farid Hafez (2010)

Farid Hafez (* 23. Dezember 1981 in Ried im Innkreis) ist ein österreichischer Politikwissenschaftler. Er ist derzeit Visiting Professor für Internationale Studien am Williams College in den USA. Zu seinen Themenschwerpunkten zählen Religion und Rassismus, insbesondere die Islamophobieforschung.

## Leben
Hafez verbrachte seine Kindheit und Schulzeit in Oberösterreich. Hafez war von 1998 bis 2007 in der Muslimischen Jugend Österreichs aktiv.
In den Jahren 2002 bis 2009 studierte er Politikwissenschaft an der Universität Wien, wo er in demselben Fach promoviert wurde. 2008 machte er zudem einen Abschluss als Master of Science im Fach Politische Bildung an der Donau-Universität Krems und der Alpen-Adria-Universität Klagenfurt. Farid Hafez lehrt seit 2008. Von 2008 bis 2012 war er am Institut für Orientalistik der Universität Wien. Später unterrichtete er an der Universität Klagenfurt. Seit 2009 lehrt er am Privaten Studiengang für das Lehramt für Islamische Religion an Pflichtschulen in Wien. Er ist Alumnus der Session 440 des Salzburg Seminars. Seit 2014 war Hafez Forscher und Lehrer an der Abteilung Politikwissenschaft der Universität Salzburg und seit 2017 ist er Senior Research Fellow an der Georgetown University. Ebenso lehrte er im Bereich Migrationsmanagement – Migration Studies (2012–2015) an der Donau-Universität Krems. Darüber hinaus war er Gastlektor an der University of Istanbul, der Istanbul 29 Mayıs Üniversitesi, der Syarif Hidayatullah State Islamic University Jakarta, der Columbia University in New York. Er gehört zudem der Affiliated Faculty des Islamophobia Research and Documentation Project an der University of California, Berkeley, an.
2015 unterrichtete er zudem am The Ariane de Rothschild Fellowship, sowie an weiteren internationalen Bildungseinrichtungen. Hafez war im Studienjahr 2016/17 Fulbright Professor in den USA. Außerdem ist er angeschlossenes Mitglied der Fakultät am Center for Right-Wing Studies an der University of California, Berkeley. Er ist Senior Research Fellow bei dem vom Politikwissenschafter John L. Esposito geleiteten Forschungsprojekts The Bridge Initiative an der Georgetown University, das zu den Hintergründen von Islamophobie und Diversität forscht. Er ist zudem Faculty Affiliate am Center for Security, Race and Rights der Rutgers University. Zudem ist er Mitglied verschiedener Institutionen im außeruniversitären Bereich. So lehrt er am Global Citizenship Alliance, das aus dem Salzburg Global Seminar hervorgegangen ist.
Nach der Operation Luxor erhielt Farid Hafez mittels Postkarte eine Morddrohung, das Bundesamt für Verfassungsschutz und Terrorismusbekämpfung (BVT) schickte ihm daraufhin eine Mitteilung, dass sie keine weiteren Nachforschungen anstellen werden.
Seit 2021 lehrt er am Williams College in Massachusetts in den Vereinigten Staaten von Amerika. Er bekleidet die Gastprofessur für Internationale Studien im Global Studies Program und lehrt zum Thema anti-muslimischer Rassismus sowie Politik und Religion auf globaler Ebene. Seit 2022 ist er zudem Teaching Fellow in Human Rights am St. Francis College in New York City.

## Forschungsschwerpunkte
Hafez forscht im Bereich Rassismus, Politik und Religion/Islam sowie Rechtspopulismus. Eines seiner Hauptthemen ist die Islamophobieforschung. Hafez ist Herausgeber des seit 2010 erscheinenden Jahrbuchs für Islamophobieforschung. Seit 2015 gibt er mit ca. 40 weiteren Akademikern den European Islamophobia Report heraus, der seit 2020 von einer Reihe an US-amerikanischen Universitäten wie der University of California, Berkeley, der Rutgers University und dem Leopold Weiss Institute veröffentlicht und gesponsert wird. 2014 untersuchte er im Rahmen eines Forschungsaufenthalts an der Columbia University in New York City Hip-Hop als Jugendkulturaustausch zwischen Europa und den USA. Er forschte zu muslimischen Jugendbewegungen in Europa.
Seine Dissertation mit dem Titel Islamophober Populismus (Betreuer: John Bunzl) erschien 2010 im deutschen Verlag für Sozialwissenschaften Wiesbaden. 2019 habilitierte sich Hafez im Fach Politikwissenschaft an der Universität Salzburg. Seine Forschung zu Hip-Hop und amerikanischem Islam brachten ihn als Gastlektor an die University of Chicago, das Center for Austrian Studies an der University of Minnesota, am Queensborough Community College in New York, in die City University of New York sowie ins Amerikahaus in Wien.

## Öffentliche Stellungnahmen
Hafez äußert sich regelmäßig in den österreichischen Tageszeitungen wie Der Standard und Die Presse und tritt als Experte in österreichischen Fernsehtalkformaten wie ATV am Punkt und Puls 4 Talk of Town auf. Er wurde mehrfach im ORF und von internationalen Medien wie The Washington Post interviewt. Hafez publiziert regelmäßig Gastkommentare auf Al-Jazeera English. Er trat in der Fernsehsendung Im Zentrum im ORF auf.
Hafez kritisiert, dass Muslime in Österreich ein Spielball der Politik seien. Er streicht heraus, dass insbesondere Frauen von der diskursiven Fokussierung auf Muslime betroffen seien. Im Sinne der Intersektionalität von Rassismus streicht er im Zusammenhang mit den Protesten in Charlottesville 2017 etwa heraus, dass der Rassismus dort sich gleichermaßen gegen Schwarze, Muslime und Juden richte. In diesem Sinne warf er auch Viktor Orbán vor, in seiner Kampagne gegen George Soros Antisemitismus und Islamophobie zu bedienen.
Hafez kritisierte das im Jahre 2015 verabschiedete österreichische Islamgesetz scharf. Mitunter stellt es für ihn eine Form „institutionalisierter Islamophobie“ dar. Als 2017 das Integrationsgesetz verabschiedet wurde, kritisierte er auch hier den Diskurs der Regierungsparteien zur Frage des Verbotes des Tragens eines Kopftuchs für Polizistinnen, Staatsanwältinnen und Richterinnen. Er wurde dazu als Experte für die politische Partei NEOS im Verfassungsausschuss angehört. Ebenso positionierte er sich im Zuge der Diskussion über islamische Kindergärten und warf dem Integrationsressort ein Rassismusproblem vor. In einem längeren Interview bezeichnet er den politischen Islam als Relikt des 20. Jahrhunderts.
Hafez trug als Wissenschaftler bei der „Organisation für Sicherheit und Zusammenarbeit in Europa“ (OSZE) vor und präsentierte 2015 sowie 2019 die Ergebnisse des Europäischen Islamophobie-Reports im Europäischen Parlament wie auch im Europarat.

## Auszeichnungen
Im Jahr 2020 erhielt Farid Hafez den Islam on the Edges-Preis vom Center for Islam in the Contemporary World (CICW) an der Shenandoah University in Virginia für seine Forschung zu kolonialer Regierungspraxis der Habsburgermonarchie in Bosnien und Herzegowina.
Für den interdisziplinären Sammelband Islamophobie in Österreich ist er als Mitherausgeber gemeinsam mit dem Nahostexperten John Bunzl mit dem Bruno-Kreisky-Anerkennungspreis für das politische Buch des Jahres 2009 ausgezeichnet worden.
Das österreichische Kulturmagazin the gap wählte Farid Hafez zu einem der 100 Österreicher „mit besonderer Zukunft“.

## Gegenpositionen und Kontroversen
Armin Pfahl-Traughber bemängelte am Jahrbuch für Islamophobieforschung von Hafez eine wenig trennscharfe Verwendung des Islamophobiebegriffes, Muslimenfeindlichkeit sei ein geeigneterer Begriff. Unter anderem Heiko Heinisch kritisierte, mit der Begriffsverwendung würde eine Immunisierung gegen jegliche Kritik am Islam ermöglicht. Heinisch warf Hafez zudem vor, eine politische Agenda zu verfolgen.
Persönlich wurde Hafez von Heinisch und Efgani Dönmez mit dem politischen Islam der Muslimbrüder und des türkischen Präsidenten Erdoğan in Verbindung gebracht. Hafez seinerseits hatte dem ehemaligen Grünen und später zeitweiligen ÖVP-Politiker Dönmez zuvor seit 2009 mehrmals „Rassismus“ und „Sexismus“ vorgeworfen. Heinisch wiederum wurde von Hafez für seine „islamophobe Haltung“ kritisiert. Hafez bezeichnet Heinischs Kritik an einzelnen muslimischen Personen und Einrichtungen als „Kriminalisierungsstrategie“. In einem weiteren Rechtsstreit gegen Die Welt gewann Hafez ebenso in zweiter Instanz.
Im Oktober 2019 wurde der von Farid Hafez und Enes Bayrakli herausgegebene European Islamophobia Report in der Zeitung Die Welt und durch Personen, die er im Bericht für die Verbreitung antimuslimischer Positionen verantwortlich machte, kritisiert. Dem Report wurde einerseits die Mitherausgeberschaft der „Stiftung für politische wirtschaftliche und gesellschaftliche Forschung“ (Seta) in Ankara vorgehalten, die enge Verbindungen zur türkischen Regierungspartei AKP habe und „ausdrücklich Einfluss auf die öffentliche Meinungsbildung nehmen und politische Debatten beeinflussen will“. Andererseits wurde kritisiert, dass der Report auch viele theologisch reformorientierte Muslime wie Seyran Ates, Saïda Keller-Messahli oder den Münsteraner Theologen Mouhanad Khorchide sowie säkulare Kritiker des politischen Islam in Europa wie die Frankfurter Professorin Susanne Schröter wegen ihrer „Islamophobie“ anprangere und sie in eine Reihe mit Rassisten und Rechtsextremen stelle. Der EU wurde schließlich vorgeworfen, mit rund 126.000 Euro an der Erstellung und Herausgabe beteiligt zu sein. Gegen ihre Erwähnung im European Islamophobia Report reichte Saïda Keller-Messahli am 12. November 2019 Klage gegen die Verfasser der Studie ein.
Tageszeitungen in Österreich, vom Standard über Die Presse bis zur Wiener Zeitung gaben Farid Hafez Gelegenheit, sich gegen die erhobenen Vorwürfe gegen ihn im Zusammenhang mit dem European Islamophobia Report zu äußern. Er tat dies am 13. Dezember 2019 in einer ausführlichen Stellungnahme, die im Gegen-Vorwurf an die Adresse seiner Kritiker mündete: „Sie inszenieren sich als Opfer, um die Kritik an Rassismus mundtot zu machen“.
Hafez trat im Rahmen der Antirassismus und Diversitätswoche des Europäischen Parlaments, die von einer mehreren Abgeordneten zum Europäischen Parlament gesponsert wurde, am 22. März 2023 auf, wo er zum Thema Justiz und Rassismus sprach.

## „Operation Luxor“
Am 9. November 2020 kam es zu einer – zwischenzeitlich als rechtswidrig vom OLG beurteilten – Razzia mit dem Namen „Operation Luxor“ gegen vermeintliche Anhänger der Muslimbrüder in Österreich. Hafez war als einer der über 70 Verdächtigen von dieser Razzia betroffen gewesen. Im Jänner 2023 wurde sein Verfahren wegen Terrorismus eingestellt. Drei Jahre nach der Operation Luxor veröffentlichte Hafez ein Buch mit dem Titel Operation Luxor: Eine kritische Aufarbeitung der größten rassistischen Polizeioperation Österreichs. Der Standard-Redakteur Hans Rauscher nannte die Razzia eine „klassische türkise Showaktion“. Die Vorwürfe in dem Strafverfahren lauteten unter anderem auf Terrorfinanzierung, Mitgliedschaft in einer Terrororganisation und Geldwäsche. Das Verfahren gegen ihn wurde mit dem Verweis, dass seine Rassismusforschung das Ziel verfolge, ein weltweites Kalifat zu errichten, vom Landesgericht Graz, welches die Razzia ermöglichte, aufrechterhalten. Der Kommunikationswissenschafter Fritz Hausjell nannte die Entscheidung des Landesgerichts Graz einen „Eingriff in die Meinungs- und Wissenschaftsfreiheit“. Die World Socialist Web Site (WSWS) zählte Hafez als ein Beispiel von mehreren Wissenschaftern neben Joseph Massad, Cornel West und Marc Lamont Hill, die „eingeschüchtert werden und deren demokratische Grundrechte verwehrt werden“. Am 10. Jänner 2023 wurde das Verfahren gegen ihn eingestellt. Hafez meinte in einem Interview mit Puls 24 am 11. Jänner 2023, dass man ihn habe „mundtot“ machen wollen.
Hafez veröffentlichte unmittelbar nach der Razzia einen Blogbeitrag, in welchem er die Glaubwürdigkeit der österreichischen Vergangenheitsbewältigung in Zweifel zog, weil die Razzia am Jahrestag der Novemberpogrome 1938 stattfand, und behauptete, die österreichische Regierung gehe eindeutig in eine totalitäre Richtung, weil sie den Islam und religiöse Praktiken kriminalisiere und die Meinungsfreiheit zu unterbinden trachte. Dieser Blogbeitrag stieß auf Kritik, unter anderem vonseiten des österreichischen Innenministers Karl Nehammer und der Integrationsministerin Susanne Raab. Die Kritik wurde damit begründet, dass Hafez’ Blogbeitrag die Anti-Terror-Razzia mit den Novemberpogromen gleichsetze und damit den Holocaust verharmlose, was Ausdruck einer anti-demokratischen Haltung sei. Die Universität Salzburg distanzierte sich von Hafez. Ein Komitee, bestehend aus Uni-Professoren wie Raoul Kneucker, Anton Pelinka, Manfried Welan, Paul Zulehner und vielen anderen, kritisierte hingegen die Razzia als „einen Einschüchterungsversuch gegen einen anerkannten Wissenschaftler, der bereits zweimal gerichtlich die ihm nun wieder unterstellten Beschuldigungen aus dem Weg geräumt hat und die Verfahren beide Male in zweiter Instanz gewonnen hat“, heißt es in einer Erklärung.
Ein Kronzeuge der Grazer Anklagebehörde, der in einem Medium unter anderem Hafez vorwarf, Teil der Muslimbrüder zu sein, wurde Mitte 2022 wegen übler Nachrede zu einer Geldstrafe verurteilt. Gegen das Urteil wurde Berufung angekündigt. Hafez gewann die Klage auch in zweiter Instanz.
Im März 2024 veröffentlichte Hafez seine Memoiren zur Operation Luxor unter dem Titel Wie ich zum Staatsfeind erklärt wurde. Die Operation Luxor und der Kreuzzug gegen den „politischen Islam“.

## Schriften
Hafez hat bis 2021 mehr als 120 Schriften publiziert.

### Autor
- Islamophober Populismus: Moschee- und Minarettbauverbote österreichischer Parlamentsparteien. Verlag für Sozialwissenschaften, Wiesbaden 2010 (Dissertation, Universität Wien, 2009).
- Anas Schakfeh: Das österreichische Gesicht des Islams. Braumüller, Wien 2012.
- Islamisch-politische Denker: Eine Einführung in die islamisch-politische Ideengeschichte. Peter Lang Verlag, New York / Oxford / Frankfurt / Wien 2014.
- Mein Name ist Malcolm X: Das Leben eines Revolutionärs. Al Hamra, Wien 2015.
- Feindbild Islam. Über die Salonfähigkeit von Rassismus. Böhlau Verlag, Wien 2019.
- Wie ich zum Staatsfeind erklärt wurde. Die Operation Luxor und der Kreuzzug gegen den „politischen Islam“. Wien, 2024.
- mit Reinhard Heinisch: Politicizing Islam in Austria. The Far-Right Impact in the Twenty-First Century, New Jersey 2024.

### Herausgeber
- mit John Bunzl: Islamophobie in Österreich. Studienverlag, Innsbruck 2009.
- Jahrbuch für Islamophobieforschung. New Academic Press, Wien 2010 ff.
- mit Humayun Ansari: From the Far Right to the Mainstream: Islamophobia in Party Politics and the Media. Campus, Frankfurt am Main 2012.
- mit Enes Bayrakli: European Islamophobia Report. 2016 ff.
- mit Reinhard C. Heinisch, Raoul Kneucker und Regina Polak: Jung, muslimisch, österreichisch. New Academic Press / Alhamra, Wien 2016.
- mit Enes Bayrakli: Islamophobia in Muslim Majority Societies. Routledge, London 2019.
- Das „Andere“ Österreich. Leben in Österreich abseits männlich-weiß-heteronormativ-deutsch-katholischer Dominanz. New Academic Press, Wien 2021.
- mit Naved Bakali: The rise of global Islamophobia in the War on Terror. Coloniality, race, and Islam. Manchester University Press, 2022.
- Operation Luxor Eine kritische Aufarbeitung der größten rassistischen Polizeioperation Österreichs. Transcript Verlag, 2023.

### Beiträge in Fachzeitschriften
- A Postcolonial Analysis of Austria’s Political Approach to Islam. In: Interventions: International Journal of Postcolonial Studies.doi:10.1080/1369801X.2022.2157305.
- Criminalizing Muslim Agency in Europe. The case of ‘Political Islam’ in Austria, Germany, and France. In: French Cultural Studies. 2022, S. 1–16, doi:10.1177/09571558221133253.
- Surveilling and Criminalizing Austrian Muslims: The Case of ‘Political Islam. In: Insight Turkey. Band 23, Nr. 2, 2021, S. 11–22, doi:10.25253/99.2021232.1.
- Unwanted Identities. The ‘Religion Line’ and Global Islamophobia. In: Development. Band 63, 2020, S. 9–19, doi:10.1057/s41301-020-00241-5.
- Malcolm X and Mauthausen Anti-Semitism, Racism, and the Reception of Malcolm X in the Austrian Muslim Youth. In: Svensk Teologisk Kvartalskrift, Special Issue: The Political Theology of Malcolm X. 1, 2020, S. 95–109.
- Public and Scholarly Debates on the Comparison of Islamophobia and Anti-Semitism in Germany. In: Contemporary Church History/Kirchliche Zeitgeschichte. Band 32, Nr. 2, 2019, S. 277–290,doi:10.13109/kize.2019.32.2.277.
- From Jewification to Islamization: Political anti-Semitism and Islamophobia in Austrian politics then and now. In: ReOrient. Band 4, Nr. 2, Frühjahr 2019, S. 197–220.
- mit Rijad Dautovic: Institutionalising Islam in Contemporary Austria: A Comparative Analysis of the Austrian Islam Act of 2015 and Austrian Religion Acts with Special Emphasis on the Israelite Act of 2012. In: Oxford Journal of Law and Religion, Band 8, Nr. 1, February 2019, S. 28–50 (Erstveröffentlichung am 11. Juni 2018).
- Schools of Thought in Islamophobia Studies: Prejudice, Racism, and Decoloniality. In: Islamophobia Studies Journal. Band 4, Nr. 2, 2018, S. 210–225.
- Street-level and government-level Islamophobia in the Visegrád Four countries. In: Patterns of Prejudice. Band 52, 2018, Nr. 5, S. 436–447.
- mit Enes Bayraklı und Léonard Faytre: Engineering a European Islam: An Analysis of Attempts to Domesticate European Muslims in Austria, France, and Germany. In: Insight Turkey, Band 20, Nr. 3, Sommer 2018, S. 131–156.
- mit Reinhard Heinisch: Breaking with Austrian Consociationalism: How the Rise of Rightwing Populism and Party Competition have changed Austria’s Islam Politics. In: Politics and Religion, Band 11, Nr. 3, September 2018, S. 649–678.
- Alte neue Islampolitik in Österreich? Eine postkoloniale Analyse der österreichischen Islampolitik. In: ZfP – Zeitschrift für Politik. 65. Jahrgang, 1/2018, S. 22–44.
- Zwischen Fundamentalismus und Emanzipation. Die Frage nach dem muslimischen Subjekt vor dem Hintergrund des antimuslimischen Rassismus / der Islamophobie. In: Neue Praxis – Zeitschrift für Sozialarbeit, Sozialpädagogik und Sozialpolitik (Sonderausgabe: Rassismus in der Sozialen Arbeit und Rassismuskritik als Querschnittsaufgabe), Sonderheft 15, 2018, S. 70–77.
- Das Islamgesetz im Kontext islamophober Diskurse: Eine Policy Frame-Analyse zum Politikgestaltungsprozess des Islamgesetz 2015. In: Juridikum. 2, 2015, S. 160–165.
- Disciplining the “Muslim Subject”: The Role of Security Agencies in Establishing Islamic Theology within the State’s Academia. In: Islamophobia Studies Journal. Band 2, Nr. 2, 2014, S. 43–57.
- mit Rijad Dautović: MuslimInnen als BürgerInnen zweiter Klasse? Eine vergleichende Analyse des Entwurfes eines neuen Islamgesetzes 2014 zum restlichen Religionsrecht. In: Jahrbuch für Islamophobieforschung 2015. 2015, S. 26–54.
- Shifting borders: Islamophobia as the cornerstone for buildingpan-European right-wing unity. In: Patterns of Prejudice. Band 48, Nr. 5, Dezember 2014, S. 1–21.
- Gedenken im „islamischen Gedankenjahr“. Zur diskursiven Konstruktion des österreichischen Islams im Rahmen der Jubiläumsfeier zu 100 Jahren Islamgesetz. In: Wiener Zeitschrift für die Kunde des Morgenlands, Nr. 104 (2014), Selbstverlag, Institut für Orientalistik, Wien 2014, S. 63–84.
- Der Gottesstaat des Essad-Bey. Eine Muhammad-Biographie aus der Sicht eines jüdischen Konvertiten zum Islam unter besonderer Berücksichtigung der Dimension des Politischen. In: Journal of Arabic and Islamic Studies, 13 (2013), S. 1–21.
- Islamophobe Weltverschwörungstheorien … und wie Obama vom Muslim zum Muslimbruder wurde. In: Journal für Psychologie, Jg. 21 (2013), Ausgabe 1, S. 1–22.